# Blitzkrieg (Computerspiel)
Blitzkrieg ist ein Echtzeit-Taktikspiel, das auf den Ereignissen des Zweiten Weltkriegs basiert und der erste Titel der Blitzkrieg-Serie ist.
Das Spiel erschien am 28. März 2003 für Microsoft Windows. Am 8. April 2008 erschien eine von Virtual Programming veröffentlichte Version für Mac OS X im Mac App Store.
Im April 2025 wurde der Quelltext des Spiels veröffentlicht.

## Spielprinzip
Thematisiert wird der Überfall auf Polen, der Feldzug gegen die Sowjetunion sowie der Nordafrikafeldzug mit jeweils historisch korrekten Militäreinheiten. Dabei werden die Schlachten simuliert. Der Spieler hat die Möglichkeit, Pontonbrücken zu bauen, Gräben auszuheben, Minen zu legen, Einheiten zu versorgen und zu reparieren oder Luftunterstützung anzufordern. Der Aufbau von Basen oder der Einsatz von Ressourcen findet nicht statt. Die Grafiken werden dreidimensional in isometrischer Perspektive dargestellt. Es werden Jahreszeiten, Klimazonen und Wetterbedingungen simuliert. Die Umgebung ist nahezu vollständig zerstörbar.
Dem Spiel wird ein Karteneditor mitgeliefert, mit dem Benutzer ihre eigenen Einheiten und Karten erstellen können.

## Kontroverse
Während der Olympischen Spiele 2004 trug ein deutscher Athlet ein T-Shirt mit der Aufschrift Blitzkrieg - it's only a game, worauf Walter Tröger sofort Beschwerde bei der Athletenkommission des Internationales Olympisches Komitees einlegte. Das T-Shirt war ein Werbegeschenk für das Spiel und wurde bei Messen verlost.

## Rezeption
Das Spiel habe an einem ausgegorenen Schwierigkeitsgrad zu kämpfen. Auf der leichtesten Stufe führen selbst Frontalangriffe zum Erfolg. Schon in der mittleren Einstellung scheinen manche Aufgaben unmöglich, besonders in den automatisch generierten Missionen.

„Blitzkrieg ist eindeutig das bessere Sudden Strike.“

Weltweit wurden über 300.000 Exemplare verkauft.